# La Fueva
La Fueva – gmina w Hiszpanii, w prowincji Huesca, w Aragonii, o powierzchni 218,85 km². W 2011 roku gmina liczyła 641 mieszkańców.